# Gastrorchis francoisii
Gastrorchis francoisii är en orkidéart som beskrevs av Rudolf Schlechter. Gastrorchis francoisii ingår i släktet Gastrorchis och familjen orkidéer.
Artens utbredningsområde är Madagaskar. Inga underarter finns listade i Catalogue of Life.